# Jimmy Iovine

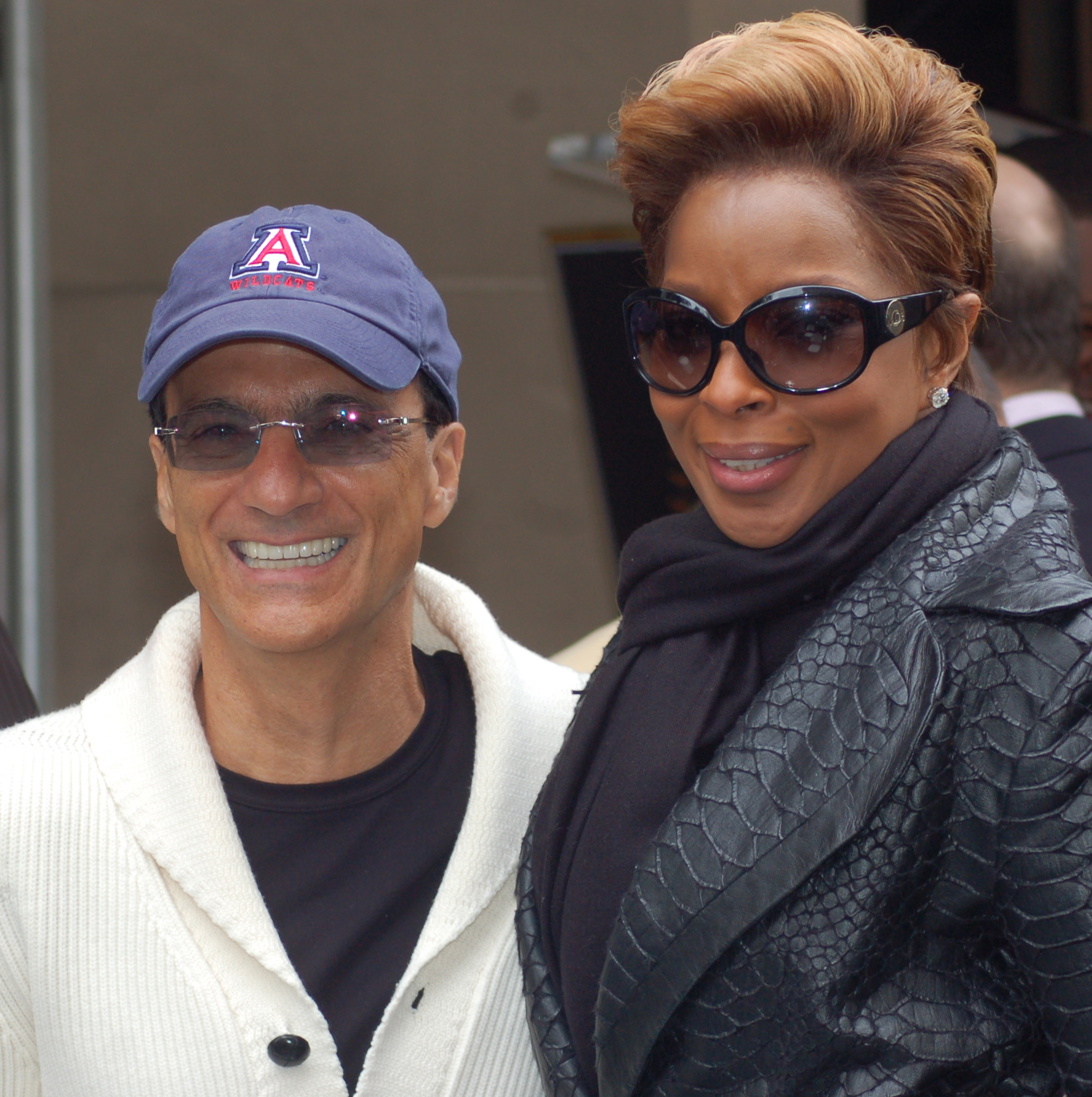
Jimmy Iovine mit Mary J. Blige, 2010

James „Jimmy“ Iovine (* 11. März 1953 in New York City) ist ein italo-amerikanischer Musikproduzent und Unternehmer.

## Leben
Iovine wurde 1953 im New Yorker Stadtteil Brooklyn geboren. Er begann seine Karriere 1973 als Tontechniker bei dem New Yorker Musikstudio Record Plant. Seinen ersten kommerziellen Erfolg hatte er 1978 als Produzent des Patti-Smith-Albums Easter, dessen Lied Because the Night in die Top 40 einstieg. Er war als Produzent unter anderem für U2 (Rattle & Hum), Tom Petty, The Wallflowers, Stevie Nicks und Dire Straits tätig.
1989 gründete Iovine das Label Interscope Records, das 1991 zur Hälfte an Warner Music Group verkauft wurde. Iovine war von 1989 bis 2014 Präsident des Labels und behielt die Position auch nach der Fusion von Interscope mit Geffen Records und A&M Records zu Interscope-Geffen-A&M unter dem Dach der Universal Music Group.
1992 gründete er zusammen mit Suge Knight und Dr. Dre das auf Gangster Rap ausgerichtete Sublabel Death Row Records und später zusammen mit Dr. Dre Aftermath Entertainment. Er gilt als Mitentdecker von Eminem, da einer seiner damaligen Praktikanten den Rapper bei einem Freestyle-Wettbewerb sah und um ein Demoband bat, das an Iovine und Dr. Dre weitergeleitet wurde.
Iovine war CEO des 2006 von ihm und Dr. Dre gegründeten Unternehmens Beats Electronics, das vor allem für seine Kopfhörermarke Beats by Dr. Dre bekannt ist. Beats Electronics wurde im Mai 2014 für drei Milliarden US-Dollar an Apple Inc. verkauft. Dort besetzt Iovine eine nicht bekanntgegebene Position, bei der er die Firma im Bereich Apple Music unterstützt.

### Dokumentation
Im März 2018 erschien auf der Streaming-Plattform Netflix eine exklusiv produzierte vierteilige Dokumentation mit dem Titel The Defiant Ones über den Werdegang von Dr. Dre und Jimmy Iovine. Die Dokumentation beleuchtet die Anfangszeit beider Protagonisten bis hin zum Verkauf von Beats by Dr. Dre an Apple. In der Dokumentation sind persönliche Anekdoten diverser Rapper wie z. B. Eminem, Snoop Dogg, Nas wie auch andere Wegbegleiter Iovines wie z. B. Bono und Gwen Stefani enthalten. Die Gesamtlaufzeit liegt bei etwa viereinhalb Stunden.